# Euchelipluma elongata
Euchelipluma elongata är en svampdjursart som beskrevs av Lehnert, Stone och Heimler 2006. Euchelipluma elongata ingår i släktet Euchelipluma och familjen Guitarridae. Inga underarter finns listade i Catalogue of Life.